# Соболев (Нижньосілезьке воєводство)
Соболев (пол. Sobolew) — село в Польщі, у гміні Вондрожі-Великі Яворського повіту Нижньосілезького воєводства.
Населення — 98 осіб (2011).
У 1975-1998 роках село належало до Легницького воєводства.

## Демографія
Демографічна структура станом на 31 березня 2011 року:
|          | Загалом | Допрацездатний вік | Працездатний вік | Постпрацездатний вік |
| -------- | ------- | ------------------ | ---------------- | -------------------- |
| Чоловіки | 59      | 12                 | 45               | 2                    |
| Жінки    | 39      | 4                  | 28               | 7                    |
| Разом    | 98      | 16                 | 73               | 9                    |